# Paul Bosvelt
Paul Bosvelt (Doetinchem, 1970. március 26.) holland válogatott labdarúgó. Jelenleg segédedző a Go Ahead Eagles csapatánál.

## Pályafutása

### Klubcsapatok
1989-ben kezdte pályafutását a Go Ahead Eagles-ben, mint Hátvéd. Az első évében sikerült bekerülnie a csapatba. 32 bajnokin lépett pályára első évében. 1993-1994-ben Bosvelt egy igen erős szezont tudhatott maga mögött. 32 bajnokin 9 gólt szerzett, amivel csapata 12. helyen végzett Eredivisieben , a legjobb helyezése volt ez a klubnak 1986 óta, amikor is a 10. helyen végeztek. A nagyszerű teljesítménye más csapatok figyelmét is felkeltette. Az 1994-1995-ös szezonban a bajnoki rivális FC Twente csapatába igazolt. Rögtön kezdőjátékos lett új klubjában. Három év után eligazolt a szintén holland Feyenoord csapatához. Ekkor a Feyenoord az aranykorát érte. 1999-ben megnyerték a Eredivisie-t, majd 2000-ben a Holland kupát. Legnagyobb sikere mégis a 2002-es UEFA-kupa serleg elhódítása volt. A döntőben a csapatkapitányi karszalagot ő viselte. A német Borussia Dortmund ellen hódították el, a mérkőzés 3-2-re végződött. Később, esélyük lett volna az UEFA-szuperkupa serleg elhódítására is, de 3-1-re kikaptak Real Madrid ellen a II. Lajos Stadionban, Monacóban. 2003-ban Angliába igazolt a Manchester City csapatába. 2005-2006-os szezonban visszatért Hollandiába a SC Heerenveen csapatához, majd 2007 májusában visszavonult.

### Válogatott
2000 és 2004 között 24 alkalommal viselte magán a Hollandia válogatott narancssárga mezét. Tagja volt a 2000-es labdarúgó-Európa-bajnokságon és a 2004-es labdarúgó-Európa-bajnokságon részt vevő keretnek. A 2000-es Európa-bajnokságon az elődöntőben az Olasz válogatott ellen a rendes játék idő után a tizenegyespárbajon kihagyta csapata 4-ik  büntetőjét. Az olaszok 3-1-re nyerték a tizenegyespárbajt. 2004-ben visszavonult a válogatottságtól.

## Sikerei, díjai

### Klub
- Feyenoord
  - Eredivisie: 1999
  - Holland kupa: 2000
  - UEFA-kupa: 2002

## Külső hivatkozások
- Hivatalos honlapja
- Képek és statisztika a sporting-heroes.net-en